# Nick Szabo
Nick Szabo é um jurista e criptógrafo conhecido por sua pesquisa em contratos digitais e moeda digital.
A frase e conceito de "contratos inteligentes" foi desenvolvido por Szabo com o objetivo de trazer o que ele chama de práticas" evoluídas" da lei e da prática de contrato para o projeto de comércio eletrónico, protocolos entre estranhos na Internet. Contratos inteligentes são uma das principais características das criptomoedas e a linguagem de programação E.
Szabo influentemente argumentou que um mínimo de granularidade micropagamentos é definido por custos de transacção mentais.
Entre cerca de 1998 e 2005 Szabo desenvolveu um mecanismo para uma moeda digital descentralizada que ele chamou de "bit gold", que alguns têm chamado de 'precursor direto para a arquitetura do Bitcoin'. Sugeriu-se que ele é o pseudónimo inventor do Bitcoin, Satoshi Nakamoto. Ao ser confrontado sobre isso, ele negou ser Satoshi Nakamoto.
Em 1995, ele propôs um desafio para construir um replicador de macroescala de Lego kits robô e peças básicas semelhantes.